# De Bergen (Dongen)
De Bergen is de naam van een klein natuurgebied dat zich bevindt in de kern van Dongen. Het is eigendom van de gemeente Dongen.
Het gebied is slechts 4,8 ha groot, maar het unieke ervan is dat het hierbij om een stuifzandrelict gaat dat vroeger onderdeel uitmaakte van een veel groter geheel. Door de ingesloten ligging is het stuifzand overigens niet meer actief en heeft het terrein meer de allure van een wandelpark. Het stuifzand moet door beheersmaatregelen open worden gehouden.
De stuifzandrug maakt deel uit van de dekzandrug waarop Dongen ontstaan is en waarop ook de Kerkstraat is gelegen.
Direct ten zuidoosten van De Bergen bevindt zich nog een zwembad en recreatieterrein, en een trimbaan.